# Johann Ludwig Mögling

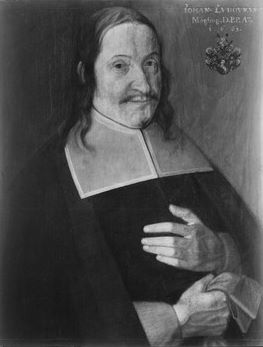
Johann Ludwig Mögling auf einem Bild in der Tübinger Professorengalerie

Johann Ludwig Mögling d. Ä. (* um den 2. Februar 1585 in Heidelberg; † 25. September 1625 in Tübingen) war ein deutscher Mediziner sowie Professor an der Universität Tübingen.

## Leben
Johann Ludwig Mögling wurde 1609 zum Doktor der Medizin promoviert, davor unterrichtete er bereits Latein an der Universität Tübingen. 1615 wurde er ordentlicher Professor der Physik und 1617–1625 war er Professor der Medizin an der Universität Tübingen.
Sein 1663 gemaltes Porträt hängt in der Tübinger Professorengalerie.

## Familie
Er war der Sohn von Daniel Mögling, der Schwiegersohn des Arztes Ulrich Andreä in Lindau und der Vater des Tübinger Medizinprofessors Johann Ludwig Mögling d. J. (1613–1693).